# Killer Is Me
Killer Is Me ou The Killer Is Me é uma canção da banda de rock americana Alice in Chains, composta pelo guitarrista/vocalista Jerry Cantrell e apresentada pela primeira vez no MTV Unplugged, de 1996.
Como a banda entrou em hiato que se estendeu até 2002, quando o vocalista Layne Staley veio a falecer, a canção não chegou a ser gravada propriamente em um álbum de estúdio, tendo somente a versão Unplugged. Nos concertos de reunião da banda, em 2006 e 2007, ela tem sido tocada na pequena parte acústica do set.
Jerry Cantrell, sobre a canção, do encarte do box-set Music Bank: 
| “ | Eu tinha o refrão e o riff por mais ou menos um ano, Layne queria colocar algo a isso então eu disse "por favor, faça". Então eu continuei pedindo e pedindo; Sean disse que nós devíamos apenas fazer a coisa de uma vez. Então bem lá, na hora, eu acabei colocando-a de novo, Layne ficou na verdade um tanto aliviado eu acho e então eu a escrevi algumas horas antes do show. | ” |

## Créditos
- Jerry Cantrell – vocal principal e guitarra acústica
- Layne Staley – vocal de apoio
- Mike Inez – guitarra acústica
- Sean Kinney – bateria, percussão
- Scott Olson – baixo acústico